# Kuriko Namino
Kuriko Namino (波乃 久里子, Namino Kuriko), née le 1er décembre 1945 à Kamakura, est une actrice japonaise de cinéma, sœur de l'acteur kabuki Nakamura Kanzaburō XVIII.

## Source de la traduction
- (en) Cet article est partiellement ou en totalité issu de l’article de Wikipédia en anglais intitulé « Kuriko Namino » (voir la liste des auteurs).